# Kazimierz Widlica Domaszewski (zm. ok. 1700)
 Kazimierz Widlica Domaszewski herbu Nieczuja (ur. ok. 1645, zm. ok. 1700) – poseł na sejm (m.in. w 1678) i starosta łukowski (1663), kasztelan sanocki (1690), rotmistrz wojska powiatowego województwa lubelskiego w 1671 roku, administrator szelężnego województwa lubelskiego.
Należał do bogatej szlachty.
Jego ojcem był Stanisław Widlica Domaszewski kasztelan lubelski (od 1663 do 1667) i sanocki. Matką była Joanna Domaszewska z Leżeńskich. Miał braci Feliksa, Piotra, Erazma.
Będąc kasztelanem sanockim, spełniał jednocześnie obowiązki komisarza w sprawie rozliczenia krzywd wyrządzonych Węgrom. Jako administrator szelężnego w województwie lubelskim wzywał w sprawach spłacenia podatków.
Poseł sejmiku lubelskiego na sejm 1664/1665, 1666 (I), 1666 (II), 1667, poseł na sejm nadzwyczajny 1668 roku i sejm abdykacyjny 1668 roku. Poseł na sejm nadzwyczajny 1670 roku z ziemi łukowskiej.
Elektor Jana III Sobieskiego z województwa lubelskiego w 1674 roku.
Poseł sejmiku lubelskiego na sejm 1677 roku, sejm 1678/1679 roku, sejm 1681 roku, sejm zwyczajny 1688 roku. W 1678 r. kawaler Kazimierz Widlica Domaszewski wziął ślub, w kościele w Lublinie, z młodszą od siebie o kilka lat trzydziestoletnią Agnieszką z Machów Zatorską, i został czwartym jej mężem. W pierwszej połowie 1681 r. Trybunał uznał Agnieszkę (podającą się na podstawie fałszywych dokumentów za Aleksandrę Zborowską), za sprawczynię przestępstw takich jak "wdarcie się" do stanu szlacheckiego i wielomęstwo, a jej syn z trzeciego małżeństwa (ze Stanisławem Rupniewskim), Adam Krzysztof, został uznany za dziecko nieślubne nieposiadające praw do majątku Rupniewskich. Żona Domaszewskiego została ścięta przez kata na lubelskim rynku w dniu 12 lipca 1681 r..